# Jeníkovice (ort i Tjeckien, Pardubice)
Jeníkovice är en ort i Tjeckien.   Den ligger i regionen Pardubice, i den centrala delen av landet, 90 km öster om huvudstaden Prag. Jeníkovice ligger 265 meter över havet och antalet invånare är 230.
Terrängen runt Jeníkovice är platt åt nordost, men åt sydväst är den kuperad.Runt Jeníkovice är det tätbefolkat, med 427 invånare per kvadratkilometer. Närmaste större samhälle är Pardubice, 10,6 km nordost om Jeníkovice. Trakten runt Jeníkovice består till största delen av jordbruksmark.